# Odontomyia smaragdifera
Odontomyia smaragdifera är en tvåvingeart som beskrevs av Lindner 1938. Odontomyia smaragdifera ingår i släktet Odontomyia och familjen vapenflugor. Inga underarter finns listade i Catalogue of Life.